# Aulnay-la-Rivière
Aulnay-la-Rivière är en kommun i departementet Loiret i regionen Centre-Val de Loire strax norr Frankrikes mitt. Kommunen ligger i kantonen Puiseaux som tillhör arrondissementet Pithiviers. År 2022 hade Aulnay-la-Rivière 505 invånare.

## Befolkningsutveckling
Antalet invånare i kommunen Aulnay-la-Rivière
| Referens: INSEE |